# Purwo Binangun
Purwo Binangun is een bestuurslaag in het regentschap Sleman van de provincie Jogjakarta, Indonesië. Purwo Binangun telt 8579 inwoners (volkstelling 2010).